# Знаменка (Смоленский район)
Знаменка — деревня в Смоленском районе Смоленской области России. Входит в состав Пригорского сельского поселения. Население — 27 жителей (2010 год).
Расположена в западной части области в 7 км к юго-востоку от Смоленска, в 3 км восточнее автодороги А141 Орёл — Витебск, на берегу реки Нагать. В 3 км восточнее деревни расположена железнодорожная станция Тычинино на линии Смоленск — Рославль.

## История
В годы Великой Отечественной войны деревня была оккупирована гитлеровскими войсками в июле 1941 года, освобождена в сентябре 1943 года.

## Достопримечательности
Руины церкви Иконы Божией Матери «Знамение», 1792 г.

## Известные уроженцы
- Панкратов, Иосиф Николаевич (1897—1945) — советский военачальник, генерал-майор, полный Георгиевский кавалер.